# Лянцкоронский, Збигнев Ян
Збигнев Ян Лянцкоронский (пол. Zbigniew Jan Lanckoroński; ок. 1610—1678) — польский римско-католический и государственный деятель, секретарь королевский, пробст водзиславский (1642), сендзишувский (1651) и малогощский (1669/1670), каноник познанский (1672), краковский (1674) и плоцкий.

## Биография
Представить водзиславской линии польского магнатского рода Лянцкоронских герба «Задора». Сын каштеляна вислицкого и сондецкого Самуила Лянцкоронского (ум. 1638) и Софии Фирлей (ум. 1645).
Збигнев Ян вместе с братьями получил хорошее образование, его домашним учителем был Ян Ciągocki. В 1639 году он учился в Краковской академии.
В 1643 году вместе с братьями Прежбором и Пакославом Казимиром начал учиться в университете в Ингольштадте, где изучал философию до сентября 1645 года.
В 1647 году вместе со своими братьями Веспасианом и Пакославом Казимиром обнаружил в Риме мощи Святого Перегрима, который стал покровителем рода Лянцкоронских.
В 1651 году Збигнев Ян Лянцкоронский получил сан пробста сендзишувского, передав сан пробста водзиславского своему учителю Яну Ciągockiemu.
В 1669/1670 году, когда его брат Веспасиан Лянцкоронский получил сан епископа каменецкого, Збигнев Ян стал пробстом малогощским, сохранив за собой ан пробста сендзишувского. Поддерживал многочисленные и дружеские отношения с местной знатью.
В 1674 году Збигнев Ян Лянцкоронский был избран депутатом духовного коронного трибунала Пётркув-Трыбунальский, с 1672 года — каноник познанский, в 1674 году получил сан каноника краковского. Также являлся королевским секретарем и каноником плоцким.
Епископ каменецкий Веспасиан Лянцкоронский завещал брату Збигневу Яну свою библиотеку и назначил его распорядителем своей последней воли.